# Saison NBA 2001-2002
Navigation
Saison 2000-2001 Saison 2002-2003
La saison NBA 2001-2002 est la 53e saison de la NBA (la 56e en comptant les 3 saisons de BAA). Elle se termine sur la victoire des Los Angeles Lakers face aux New Jersey Nets, 4 victoires à 0.

## Faits notables
- Le All-Star Game 2002 s'est déroulé au First Union Center à Philadelphie. Les All-Star de l'Ouest ont battu les All-Star de l'Est 135-120. Kobe Bryant (Los Angeles Lakers) a été élu Most Valuable Player dans sa ville natale, malgré l'hostilité des fans.
- Avant le début de la saison, Michael Jordan, copropriétaire des Washington Wizards, annonce son retour en NBA pour la seconde fois, sous les couleurs des Wizards cette fois.
- Les Grizzlies déménagent de Vancouver à Memphis et jouent leur première rencontre au Pyramid.
- Les Hornets jouent leur dernière saison à Charlotte, avant d'être relocalisés à La Nouvelle-Orléans la saison suivante.
- Les San Antonio Spurs jouent leur dernière rencontre à l'Alamodome avant leur arrivée au AT&T Center.
- Les Dallas Mavericks jouent leur première rencontre à l'American Airlines Center.
- Les équipes NBA arborent un petit fanion cousu sur leur maillot représentant le drapeau américain, en hommage aux victimes des attentats du 11 septembre. Les Toronto Raptors portent les drapeaux américain et canadien.
- Les New Jersey Nets, qui n'avaient jamais remporté plus de 50 matches en saison régulière et qui n'avaient atteint le deuxième tour des play-offs qu'une seule fois, gagnent 52 matches et atteignent les Finales NBA.
- Avec la présence des Nets aux Finales NBA, les Denver Nuggets demeurent la seule équipe de ABA à n'avoir jamais participé aux Finales NBA.
- Allen Iverson est le seul joueur (avec Michael Jordan à trois reprises en 1988, 1990 et 1993) à avoir été meilleur marqueur et meilleur intercepteur lors d'une même saison NBA, il devient cette année-là le seul à l'avoir été durant deux années consécutives.

## Classements de la saison régulière
| Champion de division | Qualifié pour les playoffs | Non qualifié pour les playoffs |

### Par division
| Division Atlantique   | V  | D  | PCT  | GB |
| --------------------- | -- | -- | ---- | -- |
| Nets du New Jersey    | 52 | 30 | 63.4 | -  |
| Celtics de Boston     | 49 | 33 | 59.8 | 3  |
| Magic d'Orlando       | 44 | 38 | 53.7 | 8  |
| 76ers de Philadelphie | 43 | 39 | 52.4 | 9  |
| Wizards de Washington | 37 | 45 | 45.1 | 15 |
| Heat de Miami         | 36 | 46 | 43.9 | 16 |
| Knicks de New York    | 30 | 52 | 36.6 | 22 |

| Division Centrale      | V  | D  | PCT  | GB |
| ---------------------- | -- | -- | ---- | -- |
| Pistons de Détroit     | 50 | 32 | 61.0 | -  |
| Hornets de Charlotte   | 44 | 38 | 53.7 | 6  |
| Raptors de Toronto     | 42 | 40 | 51.2 | 8  |
| Pacers de l'Indiana    | 42 | 40 | 51.2 | 8  |
| Bucks de Milwaukee     | 41 | 41 | 50.0 | 9  |
| Hawks d'Atlanta        | 33 | 49 | 40.2 | 17 |
| Cavaliers de Cleveland | 29 | 53 | 35.4 | 21 |
| Bulls de Chicago       | 21 | 61 | 25.6 | 29 |

| Division Centrale         | V  | D  | PCT  | GB |
| ------------------------- | -- | -- | ---- | -- |
| Spurs de San Antonio      | 58 | 24 | 70.7 | -  |
| Mavericks de Dallas       | 57 | 25 | 69.5 | 1  |
| Timberwolves du Minnesota | 50 | 32 | 61.0 | 8  |
| Jazz de l'Utah            | 44 | 38 | 53.7 | 14 |
| Rockets de Houston        | 28 | 54 | 34.1 | 30 |
| Nuggets de Denver         | 27 | 55 | 32.9 | 31 |
| Grizzlies de Memphis      | 23 | 59 | 28.0 | 35 |

| Division Pacifique        | V  | D  | PCT  | GB |
| ------------------------- | -- | -- | ---- | -- |
| Kings de Sacramento       | 61 | 21 | 74.4 | -  |
| Lakers de Los Angeles C   | 58 | 24 | 70.7 | 3  |
| Trail Blazers de Portland | 49 | 33 | 59.8 | 12 |
| SuperSonics de Seattle    | 45 | 37 | 54.9 | 16 |
| Clippers de Los Angeles   | 39 | 43 | 47.6 | 22 |
| Suns de Phoenix           | 36 | 46 | 43.9 | 25 |
| Warriors de Golden State  | 21 | 61 | 25.6 | 40 |

### Par conférence
| Conférence Est | Conférence Est         | Conférence Est | Conférence Est | Conférence Est |
| No             | Franchise              | Vic.           | Déf.           | PCT            |
| -------------- | ---------------------- | -------------- | -------------- | -------------- |
| 1              | Nets du New Jersey     | 52             | 30             | 63.4           |
| 2              | Pistons de Détroit     | 50             | 32             | 61.0           |
| 3              | Celtics de Boston      | 49             | 33             | 59.8           |
| 4              | Hornets de Charlotte   | 44             | 38             | 53.7           |
| 5              | Magic d'Orlando        | 44             | 38             | 53.7           |
| 6              | 76ers de Philadelphie  | 43             | 39             | 52.4           |
| 7              | Raptors de Toronto     | 42             | 40             | 51.2           |
| 8              | Pacers de l'Indiana    | 42             | 40             | 51.2           |
|                |                        |                |                |                |
| 9              | Bucks de Milwaukee     | 41             | 41             | 50.0           |
| 10             | Wizards de Washington  | 37             | 45             | 45.1           |
| 11             | Heat de Miami          | 36             | 46             | 43.9           |
| 12             | Hawks d'Atlanta        | 33             | 49             | 40.2           |
| 13             | Knicks de New York     | 30             | 52             | 36.6           |
| 14             | Cavaliers de Cleveland | 29             | 53             | 35.4           |
| 15             | Bulls de Chicago       | 21             | 61             | 25.6           |

| Conférence Ouest | Conférence Ouest          | Conférence Ouest | Conférence Ouest | Conférence Ouest |
| No               | Franchise                 | Vic.             | Déf.             | PCT              |
| ---------------- | ------------------------- | ---------------- | ---------------- | ---------------- |
| 1                | Kings de Sacramento       | 61               | 21               | 74.4             |
| 2                | Spurs de San Antonio      | 58               | 24               | 70.7             |
| 3                | Lakers de Los Angeles C   | 58               | 24               | 70.7             |
| 4                | Mavericks de Dallas       | 57               | 25               | 69.5             |
| 5                | Timberwolves du Minnesota | 50               | 32               | 61.0             |
| 6                | Trail Blazers de Portland | 49               | 33               | 59.8             |
| 7                | SuperSonics de Seattle    | 45               | 37               | 54.9             |
| 8                | Jazz de l'Utah            | 44               | 38               | 53.7             |
|                  |                           |                  |                  |                  |
| 9                | Clippers de Los Angeles   | 39               | 43               | 47.6             |
| 10               | Suns de Phoenix           | 36               | 46               | 43.9             |
| 11               | Rockets de Houston        | 28               | 54               | 34.1             |
| 12               | Nuggets de Denver         | 27               | 55               | 32.9             |
| 13               | Grizzlies de Memphis      | 23               | 59               | 28.0             |
| 14               | Warriors de Golden State  | 21               | 61               | 25.6             |

C - Champions NBA

## Playoffs
|  | 1er tour         | 1er tour                  | 1er tour              |   |                       | Demi-finales de Conférence | Demi-finales de Conférence | Demi-finales de Conférence |  |   | Finales de Conférence | Finales de Conférence | Finales de Conférence |  |    | Finales NBA        | Finales NBA | Finales NBA |
|  |                  |                           |                       |   |                       |                            |                            |                            |  |   |                       |                       |                       |  |    |                    |             |             |
|  | 1                | Nets du New Jersey        | 3                     |   |                       |                            |                            |                            |  |   |                       |                       |                       |  |    |                    |             |             |
|  | 8                | Pacers de l'Indiana       | 2                     |   |                       |                            |                            |                            |  |   |                       |                       |                       |  |    |                    |             |             |
|  | 8                | Pacers de l'Indiana       | 2                     |   | 1                     | Nets du New Jersey         | 4                          |                            |  |   |                       |                       |                       |  |    |                    |             |             |
|  |                  |                           |                       |   | 1                     | Nets du New Jersey         | 4                          |                            |  |   |                       |                       |                       |  |    |                    |             |             |
|  |                  | 4                         | Hornets de Charlotte  | 1 |                       |                            |                            |                            |  |   |                       |                       |                       |  |    |                    |             |             |
|  | 4                | 4                         | Hornets de Charlotte  | 1 | Hornets de Charlotte  | 3                          |                            |                            |  |   |                       |                       |                       |  |    |                    |             |             |
|  | 4                |                           |                       |   | Hornets de Charlotte  | 3                          |                            |                            |  |   |                       |                       |                       |  |    |                    |             |             |
|  | 5                | Magic d'Orlando           | 1                     |   |                       |                            |                            |                            |  |   |                       |                       |                       |  |    |                    |             |             |
|  | 5                | Magic d'Orlando           | 1                     |   |                       |                            |                            |                            |  | 1 | Nets du New Jersey    | 4                     |                       |  |    |                    |             |             |
|  | Conférence Est   |                           |                       |   |                       |                            |                            |                            |  | 1 | Nets du New Jersey    | 4                     |                       |  |    |                    |             |             |
|  |                  | 3                         | Celtics de Boston     | 2 |                       |                            |                            |                            |  |   |                       |                       |                       |  |    |                    |             |             |
|  | 3                | 3                         | Celtics de Boston     | 2 | Celtics de Boston     | 3                          |                            |                            |  |   |                       |                       |                       |  |    |                    |             |             |
|  | 3                |                           |                       |   | Celtics de Boston     | 3                          |                            |                            |  |   |                       |                       |                       |  |    |                    |             |             |
|  | 6                | 76ers de Philadelphie     | 2                     |   |                       |                            |                            |                            |  |   |                       |                       |                       |  |    |                    |             |             |
|  | 6                | 76ers de Philadelphie     | 2                     |   | 3                     | Celtics de Boston          | 4                          |                            |  |   |                       |                       |                       |  |    |                    |             |             |
|  |                  |                           |                       |   | 3                     | Celtics de Boston          | 4                          |                            |  |   |                       |                       |                       |  |    |                    |             |             |
|  |                  | 2                         | Pistons de Détroit    | 1 |                       |                            |                            |                            |  |   |                       |                       |                       |  |    |                    |             |             |
|  | 2                | 2                         | Pistons de Détroit    | 1 | Pistons de Détroit    | 3                          |                            |                            |  |   |                       |                       |                       |  |    |                    |             |             |
|  | 2                |                           |                       |   | Pistons de Détroit    | 3                          |                            |                            |  |   |                       |                       |                       |  |    |                    |             |             |
|  | 7                | Raptors de Toronto        | 2                     |   |                       |                            |                            |                            |  |   |                       |                       |                       |  |    |                    |             |             |
|  | 7                | Raptors de Toronto        | 2                     |   |                       |                            |                            |                            |  |   |                       |                       |                       |  | E1 | Nets du New Jersey | 0           |             |
|  |                  |                           |                       |   |                       |                            |                            |                            |  |   |                       |                       |                       |  | E1 | Nets du New Jersey | 0           |             |
|  |                  | W3                        | Lakers de Los Angeles | 4 |                       |                            |                            |                            |  |   |                       |                       |                       |  |    |                    |             |             |
|  | 1                | W3                        | Lakers de Los Angeles | 4 | Kings de Sacramento   | 3                          |                            |                            |  |   |                       |                       |                       |  |    |                    |             |             |
|  | 1                |                           |                       |   | Kings de Sacramento   | 3                          |                            |                            |  |   |                       |                       |                       |  |    |                    |             |             |
|  | 8                | Jazz de l'Utah            | 1                     |   |                       |                            |                            |                            |  |   |                       |                       |                       |  |    |                    |             |             |
|  | 8                | Jazz de l'Utah            | 1                     |   | 1                     | Kings de Sacramento        | 4                          |                            |  |   |                       |                       |                       |  |    |                    |             |             |
|  |                  |                           |                       |   | 1                     | Kings de Sacramento        | 4                          |                            |  |   |                       |                       |                       |  |    |                    |             |             |
|  |                  | 4                         | Mavericks de Dallas   | 1 |                       |                            |                            |                            |  |   |                       |                       |                       |  |    |                    |             |             |
|  | 4                | 4                         | Mavericks de Dallas   | 1 | Mavericks de Dallas   | 3                          |                            |                            |  |   |                       |                       |                       |  |    |                    |             |             |
|  | 4                |                           |                       |   | Mavericks de Dallas   | 3                          |                            |                            |  |   |                       |                       |                       |  |    |                    |             |             |
|  | 5                | Timberwolves du Minnesota | 0                     |   |                       |                            |                            |                            |  |   |                       |                       |                       |  |    |                    |             |             |
|  | 5                | Timberwolves du Minnesota | 0                     |   |                       |                            |                            |                            |  | 1 | Kings de Sacramento   | 3                     |                       |  |    |                    |             |             |
|  | Conférence Ouest |                           |                       |   |                       |                            |                            |                            |  | 1 | Kings de Sacramento   | 3                     |                       |  |    |                    |             |             |
|  |                  | 3                         | Lakers de Los Angeles | 4 |                       |                            |                            |                            |  |   |                       |                       |                       |  |    |                    |             |             |
|  | 3                | 3                         | Lakers de Los Angeles | 4 | Lakers de Los Angeles | 3                          |                            |                            |  |   |                       |                       |                       |  |    |                    |             |             |
|  | 3                |                           |                       |   | Lakers de Los Angeles | 3                          |                            |                            |  |   |                       |                       |                       |  |    |                    |             |             |
|  | 6                | Trail Blazers de Portland | 0                     |   |                       |                            |                            |                            |  |   |                       |                       |                       |  |    |                    |             |             |
|  | 6                | Trail Blazers de Portland | 0                     |   | 3                     | Lakers de Los Angeles      | 4                          |                            |  |   |                       |                       |                       |  |    |                    |             |             |
|  |                  |                           |                       |   | 3                     | Lakers de Los Angeles      | 4                          |                            |  |   |                       |                       |                       |  |    |                    |             |             |
|  |                  | 2                         | Spurs de San Antonio  | 1 |                       |                            |                            |                            |  |   |                       |                       |                       |  |    |                    |             |             |
|  | 2                | 2                         | Spurs de San Antonio  | 1 | Spurs de San Antonio  | 3                          |                            |                            |  |   |                       |                       |                       |  |    |                    |             |             |
|  | 2                |                           |                       |   | Spurs de San Antonio  | 3                          |                            |                            |  |   |                       |                       |                       |  |    |                    |             |             |
|  | 7                | SuperSonics de Seattle    | 2                     |   |                       |                            |                            |                            |  |   |                       |                       |                       |  |    |                    |             |             |

### Leaders statistiques de la saison régulière
| Catégorie                      | Joueur           | Équipe                 | Statistique |
| ------------------------------ | ---------------- | ---------------------- | ----------- |
| Points par match               | Allen Iverson    | 76ers de Philadelphie  | 31.4        |
| Rebonds par match              | Ben Wallace      | Pistons de Détroit     | 13.0        |
| Passes par match               | Andre Miller     | Cavaliers de Cleveland | 10.9        |
| Interceptions par match        | Allen Iverson    | 76ers de Philadelphie  | 2.8         |
| Contres par match              | Ben Wallace      | Pistons de Detroit     | 3.5         |
| Pourcentage aux tirs           | Shaquille O'Neal | Lakers de Los Angeles  | 57.9        |
| Pourcentage à 3 points         | Steve Smith      | Spurs de San Antonio   | 47.2        |
| Pourcentage aux lancers-francs | Reggie Miller    | Pacers de l'Indiana    | 91.1        |

### Récompenses individuelles
- Most Valuble Player : Tim Duncan, San Antonio Spurs
- Rookie of the Year : Pau Gasol, Memphis Grizzlies
- Defensive Player of the Year : Ben Wallace, Detroit Pistons
- Sixth Man of the Year : Corliss Williamson, Detroit Pistons
- Most Improved Player : Jermaine O'Neal, Indiana Pacers
- Coach of the Year : Rick Carlisle, Detroit Pistons
- Executive of the Year : Rod Thorn, New Jersey Nets
- NBA Sportsmanship Award : Steve Smith,  San Antonio Spurs
- J.Walter Kennedy Sportsmanship Award : Alonzo Mourning, Miami Heat

- All-NBA First Team :
  - Tim Duncan, San Antonio Spurs
  - Tracy McGrady, Orlando Magic
  - Shaquille O'Neal, Los Angeles Lakers
  - Kobe Bryant, Los Angeles Lakers
  - Jason Kidd, New Jersey Nets

- All-NBA Second Team :
  - Chris Webber, Sacramento Kings
  - Dirk Nowitzki, Dallas Mavericks
  - Kevin Garnett, Minnesota Timberwolves
  - Allen Iverson, Philadelphia 76ers
  - Gary Payton, Seattle SuperSonics

- All-NBA Third Team :
  - Jermaine O'Neal, Indiana Pacers
  - Ben Wallace, Detroit Pistons
  - Dikembe Mutombo, Philadelphia 76ers
  - Paul Pierce, Celtics de Boston
  - Steve Nash, Dallas Mavericks

- NBA All-Defensive First Team :
  - Ben Wallace, Detroit Pistons
  - Tim Duncan, San Antonio Spurs
  - Kevin Garnett, Minnesota Timberwolves
  - Jason Kidd, New Jersey Nets
  - Gary Payton, Seattle SuperSonics

- NBA All-Defensive Second Team :
  - Bruce Bowen, San Antonio Spurs
  - Clifford Robinson, Detroit Pistons
  - Dikembe Mutombo, Philadelphia 76ers
  - Kobe Bryant, Los Angeles Lakers
  - Doug Christie, Sacramento Kings

- NBA All-Rookie First Team :
  - Shane Battier, Memphis Grizzlies
  - Andreï Kirilenko, Utah Jazz
  - Pau Gasol, Memphis Grizzlies
  - Jason Richardson, Golden State Warriors
  - Tony Parker, San Antonio Spurs

- NBA All-Rookie Second Team :
  - Vladimir Radmanovic, Seattle SuperSonics (ex aequo)
  - Joe Johnson, Phoenix Suns (ex aequo)
  - Eddie Griffin, Houston Rockets
  - Zeljko Rebraca, Detroit Pistons
  - Jamaal Tinsley, Indiana Pacers
  - Richard Jefferson, New Jersey Nets

- MVP des Finales : Shaquille O'Neal, Los Angeles Lakers